# Actinote albofasciata
Actinote albofasciata är en fjärilsart som beskrevs av William Chapman Hewitson 1869. Actinote albofasciata ingår i släktet Actinote och familjen praktfjärilar. Inga underarter finns listade i Catalogue of Life.